# Gmina St. Charles (Iowa)

Położenie Gminy Saint Charles w hrabstwie Floyd

Gmina St. Charles (ang. St. Charles Township) – gmina w USA, w stanie Iowa, w hrabstwie Floyd. Według danych z 2000 roku gmina miała 1 346 mieszkańców, a jej powierzchnia wynosi 165,56 km².